# رود آق‌دابان
رود آق‌دابان (به لاتین: Ağdabançay) یکی از ریزابه‌های رود ترتر واقع در منطقه آرتساخ در جمهوری آرتساخ است.

## ویژگی‌ها
رود آق‌دابان شاخه سمت چپ رود ترتر به درازای ۱۹ کیلومتر (۱۲ مایل) است. رودخانه بلندی که از بلندای ۸۸۱ متر (۲٬۸۹۰ فوت) جریان دارد و در مرکز شهرستان کلبجر به رود ترتر که از راه شهرستان ترتر و شهرستان بردع به رودخانه کورا می‌رسد، می‌پیوندد.